# Polyclinum psammiferum
Polyclinum psammiferum is een zakpijpensoort uit de familie van de Polyclinidae. De wetenschappelijke naam van de soort is voor het eerst geldig gepubliceerd in 1911 door Hartmeyer.